# Liste des cantons des Alpes-de-Haute-Provence

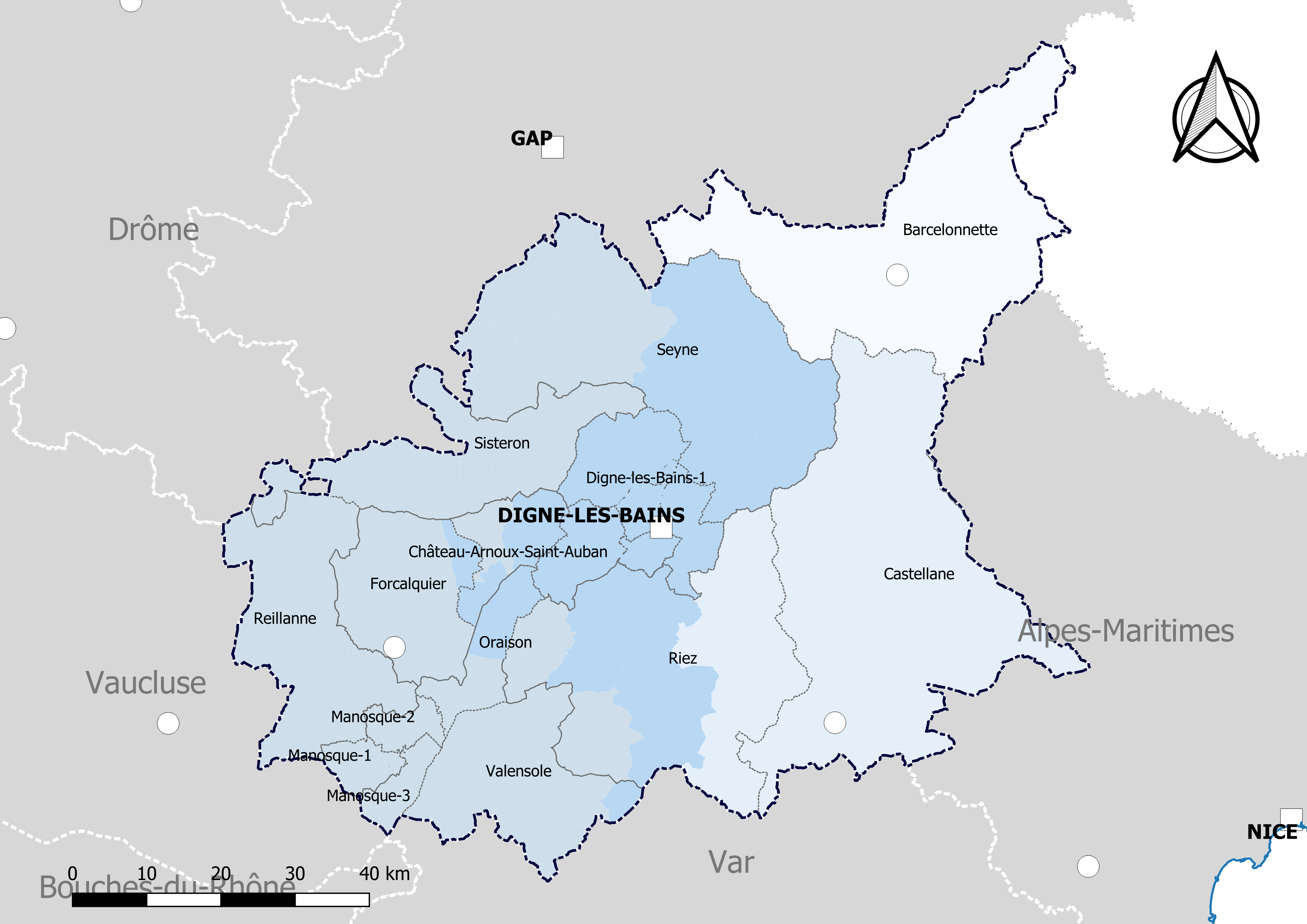
Découpage cantonal du département des Alpes-de-Haute-Provence, avec en surimpression les arrondissements (en nuances de bleu). Carte arrêtée au 1er janvier 2019.

Le département des Alpes-de-Haute-Provence compte 15 cantons depuis le redécoupage cantonal de 2014 (30 cantons auparavant).

## Histoire

### Découpage cantonal antérieur à 2015
Liste des 30 cantons des Alpes-de-Haute-Provence, par arrondissement :
| Arrondissement de Barcelonnette   | 2 cantons  | canton de Barcelonnette - canton du Lauzet-Ubaye |
| Arrondissement de Castellane      | 5 cantons  | canton d'Allos-Colmars - canton d'Annot - canton de Castellane - canton d'Entrevaux - canton de Saint-André-les-Alpes |
| Arrondissement de Digne-les-Bains | 10 cantons | canton de Barrême - canton de Digne-les-Bains-Est - canton de Digne-les-Bains-Ouest - canton de La Javie - canton des Mées - canton de Mézel - canton de Moustiers-Sainte-Marie - canton de Riez - canton de Seyne - canton de Valensole                                                                                               |
| Arrondissement de Forcalquier     | 13 cantons | canton de Banon - canton de Forcalquier - canton de Manosque-Nord - canton de Manosque-Sud-Est - canton de Manosque-Sud-Ouest - canton de La Motte-du-Caire - canton de Noyers-sur-Jabron - canton de Peyruis - canton de Reillanne - canton de Saint-Étienne-les-Orgues - canton de Sisteron - canton de Turriers - canton de Volonne |

### Redécoupage cantonal de 2014
Dans la poursuite de la réforme territoriale engagée en 2010, l'Assemblée nationale adopte définitivement le 17 avril 2013 la réforme du mode de scrutin pour les élections départementales destinée à garantir la parité hommes/femmes. Les lois (loi organique 2013-402 et loi 2013-403) sont promulguées le 17 mai 2013. Un nouveau découpage territorial est défini par décret du 24 février 2014 pour le département des Alpes-de-Haute-Provence. Celui-ci entre en vigueur lors du premier renouvellement général des assemblées départementales suivant la publication du décret, soit en mars 2015. Les conseillers départementaux sont élus au scrutin majoritaire binominal mixte. Les électeurs de chaque canton éliront au Conseil départemental, nouvelle appellation des Conseils généraux, deux membres de sexe différent, qui se présenteront en binôme de candidats. Les conseillers départementaux seront élus pour 6 ans au scrutin binominal majoritaire à deux tours, l'accès au second tour nécessitant 10 % des inscrits au 1er tour. En outre la totalité des conseillers départementaux est renouvelée.
Ce nouveau mode de scrutin nécessite un redécoupage des cantons dont le nombre est divisé par deux avec arrondi à l'unité impaire supérieure si ce nombre n'est pas entier impair et avec des conditions de seuils minimaux. Dans les Alpes-de-Haute-Provence le nombre de cantons passe ainsi de 30 à 15.
Les critères du remodelage cantonal sont les suivants : le territoire de chaque canton doit être défini sur des bases essentiellement démographiques, le territoire de chaque canton doit être continu et les communes de moins de 3 500 habitants sont entièrement comprises dans le même canton. Il n’est fait référence, ni aux limites des arrondissements, ni à celles des circonscriptions législatives.
Conformément à de multiples décisions du Conseil constitutionnel depuis 1985 et notamment  sa décision n° 2010-618 DC du 9 décembre 2010,  il est admis que le principe d’égalité des électeurs au regard des critères démographiques est respecté lorsque le ratio conseiller/habitant de la circonscription est compris dans une fourchette de 20 % de part et d'autre du ratio moyen conseiller/habitant du département. Pour le département des Alpes-de-Haute-Provence, la population de référence est la population légale en vigueur au 1er janvier 2013, à savoir la population millésimée 2010, soit 160 149 habitants. Avec 15 cantons la population moyenne par conseiller départemental est de 10 677 habitants. Ainsi la population de chaque nouveau canton doit-elle être comprise entre 8 541 habitants et 12 812 habitants pour respecter le principe de l'égalité citoyenne au vu des critères démographiques.

## Composition actuelle

### Composition détaillée
| N° | Nom du Canton              | Bureau centralisateur      | Population 2010                  | Écart /moyenne | Nombre de communes entières  | Communes composant le canton |
| -- | -------------------------- | -------------------------- | -------------------------------- | -------------- | ---------------------------- | --- |
| 1  | Barcelonnette              | Barcelonnette              | 8 179                            | 0,77           | 14                           | Barcelonnette, La Condamine-Châtelard, Enchastrayes, Faucon-de-Barcelonnette, Jausiers, Le Lauzet-Ubaye, Pontis, Méolans-Revel, Saint-Paul-sur-Ubaye, Saint-Pons, Les Thuiles, Ubaye-Serre-Ponçon, Uvernet-Fours, Val-d'Oronaye. |
| 2  | Castellane                 | Castellane                 | 9 498                            | 0,89           | 32                           | Allons, Allos, Angles, Annot, Beauvezer, Braux, Castellane, Castellet-lès-Sausses, Colmars, Demandolx, Entrevaux, Le Fugeret, La Garde, Lambruisse, Méailles, Moriez, La Mure-Argens, Peyroules, La Rochette, Rougon, Saint-André-les-Alpes, Saint-Benoît, Saint-Julien-du-Verdon, Saint-Pierre, Sausses, Soleilhas, Thorame-Basse, Thorame-Haute, Ubraye, Val-de-Chalvagne, Vergons, Villars-Colmars. |
| 3  | Château-Arnoux-Saint-Auban | Château-Arnoux-Saint-Auban | 12 469                           | 1,17           | 8                            | Aubignosc, Château-Arnoux-Saint-Auban, Châteauneuf-Val-Saint-Donat, L'Escale, Ganagobie, Montfort, Peyruis, Volonne. |
| 4  | Digne-les-Bains-1          | Digne-les-Bains            | 1 786 + Fraction Digne-les-Bains |                | 6 + Fraction Digne-les-Bains | 1° Les communes suivantes : Le Castellard-Mélan, Hautes-Duyes, Entrages, Marcoux, La Robine-sur-Galabre, Thoard. 2° La partie de la commune de Digne-les-Bains située au nord d'une ligne définie par l'axe des voies et limites suivantes : depuis la limite territoriale de la commune de Champtercier, ravin de Champtercier, limite de la section cadastrale AZ et de la section cadastrale 0 E, ligne de chemin de fer de Saint-Auban à Digne-les-Bains, ruisseau de Saint-Véran, avenue de Verdun, rond-point du 4-Septembre, avenue Henri-Jaubert, entre le numéro 15 et le numéro 17 de l'avenue Henri-Jaubert, ligne droite jusqu'à la route nationale 85, route nationale 85 en direction de Malijai, franchissement de la rivière Bléone, ligne droite dans le prolongement de l'avenue François-Cuzin, avenue François-Cuzin, montée Saint-Lazare, limite de la section cadastrale AL, limite de la section cadastrale AK, torrent des Eaux-Chaudes, limite de la section cadastrale AI, torrent des Eaux-Chaudes, jusqu'à la limite territoriale de la commune d'Entrages. |
| 5  | Digne-les-Bains-2          | Digne-les-Bains            | 5 675 + Fraction Digne-les-Bains |                | 6 + Fraction Digne-les-Bains | 1° Les communes suivantes : Aiglun, Barras, Champtercier, Malijai, Mallemoisson, Mirabeau. 2° La partie de la commune de Digne-les-Bains non incluse dans le canton de Digne-les-Bains-1. |
| 6  | Forcalquier                | Forcalquier                | 10 417                           | 0,98           | 15                           | La Brillanne, Cruis, Fontienne, Forcalquier, Lardiers, Limans, Lurs, Mallefougasse-Augès, Montlaux, Niozelles, Ongles, Pierrerue, Revest-Saint-Martin, Saint-Étienne-les-Orgues, Sigonce. |
| 7  | Manosque-1                 | Manosque                   | 3 878 + Fraction Manosque        |                | 2 + Fraction Manosque        | 1° Les communes suivantes : Montfuron, Pierrevert. 2° La partie de la commune de Manosque située au sud et à l'ouest d'une ligne définie par l'axe des voies et limites suivantes : depuis la limite territoriale de la commune de Villemus, route d'Apt, avenue du Lubéron, place du Docteur-Caire, rue Léon-Mure, boulevard des Lavandes, montée des Bassins, boulevard des Combes, rue des Tourelles, boulevard Casimir-Pelloutier, boulevard Elémir-Bourges, rue des Potiers, avenue du Majoral-Mestre-Raoul-Arnaud, allée Alphonse-Daudet, ravin de Drouille, avenue Frédéric-Mistral, rond-point, avenue du Maréchal-de-Lattre-de-Tassigny, place Damase-Arbaud, avenue de la Libération, ligne de chemin de fer de Marseille à Veynes, ravin de Drouille, limite de la section cadastrale AX jusqu'au chemin de Robert, chemin de Robert, ligne de chemin de fer de Marseille à Veynes, chemin de Pimoutier, route de Marseille D 4096, jusqu'à la limite territoriale de la commune de Sainte-Tulle.                                                                            |
| 8  | Manosque-2                 | Manosque                   | 3 117 + Fraction Manosque        |                | 2 + Fraction Manosque        | 1° Les communes suivantes : Saint-Martin-les-Eaux, Volx. 2° La partie de la commune de Manosque située au nord à l'ouest d'une ligne définie par l'axe des voies et limites suivantes : depuis la limite territoriale de la commune de Villemus, route d'Apt, avenue du Lubéron, place du Docteur-Caire, rue Léon-Mure, boulevard des Lavandes, montée des Bassins, boulevard des Combes, rue des Tourelles, boulevard Casimir-Pelloutier, boulevard Elémir-Bourges, boulevard de la Plaine, boulevard Mirabeau, rue Dauphine, montée des Vraies-Richesses, boulevard Paul-Martin-Nalin, montée de Manenc, chemin du Mont-d'Or, chemin du Docteur-Gérard-Durbet, chemin de l'Olivade, limite de la section cadastrale AS et de la section cadastrale 0 C, canal de Manosque, chemin du Pimarlet, boulevard du Maréchal-Juin (route départementale 4096), jusqu'à la limite territoriale de la commune de Volx. |
| 9  | Manosque-3                 | Manosque                   | 4 331 + Fraction Manosque        |                | 2 + Fraction Manosque        | 1° Les communes suivantes : Corbières, Sainte-Tulle. 2° La partie de la commune de Manosque non incluse dans les cantons de Manosque-1 et de Manosque-2. |
| 10 | Oraison                    | Oraison                    | 12 536                           | 1,17           | 3                            | Les Mées, Oraison, Villeneuve. |
| 11 | Reillanne                  | Reillanne                  | 10 676                           | 1              | 21                           | Aubenas-les-Alpes, Banon, Céreste, Dauphin, L'Hospitalet, Mane, Montjustin, Montsalier, Oppedette, Redortiers, Reillanne, Revest-des-Brousses, Revest-du-Bion, La Rochegiron, Sainte-Croix-à-Lauze, Saint-Maime, Saint-Michel-l'Observatoire, Saumane, Simiane-la-Rotonde, Vachères, Villemus. |
| 12 | Riez                       | Riez                       | 9 251                            | 0,87           | 26                           | Barrême, Beynes, Blieux, Bras-d'Asse, Le Castellet, Le Chaffaut-Saint-Jurson, Châteauredon, Chaudon-Norante, Clumanc, Entrevennes, Estoublon, Majastres, Mézel, Moustiers-Sainte-Marie, La Palud-sur-Verdon, Puimichel, Puimoisson, Riez, Roumoules, Saint-Jacques, Saint-Jeannet, Saint-Julien-d'Asse, Saint-Jurs, Saint-Lions, Senez, Tartonne. |
| 13 | Seyne                      | Seyne                      | 8 302                            | 0,78           | 34                           | Archail, Auzet, Barles, Bayons, Beaujeu, Bellaffaire, Le Brusquet, Le Caire, Châteaufort, Clamensane, Claret, Curbans, Draix, Faucon-du-Caire, Gigors, La Javie, Melve, Montclar, La Motte-du-Caire, Nibles, Piégut, Prads-Haute-Bléone, Saint-Martin-lès-Seyne, Selonnet, Seyne, Sigoyer, Thèze, Turriers, Valavoire, Valernes, Vaumeilh, Venterol, Verdaches, Le Vernet. |
| 14 | Sisteron                   | Sisteron                   | 12 421                           | 1,16           | 15                           | Authon, Bevons, Châteauneuf-Miravail, Curel, Entrepierres, Mison, Noyers-sur-Jabron, Les Omergues, Peipin, Saint-Geniez, Saint-Vincent-sur-Jabron, Salignac, Sisteron, Sourribes, Valbelle. |
| 15 | Valensole                  | Valensole                  | 8 586                            | 0,8            | 10                           | Allemagne-en-Provence, Brunet, Esparron-de-Verdon, Gréoux-les-Bains, Montagnac-Montpezat, Quinson, Sainte-Croix-du-Verdon, Saint-Laurent-du-Verdon, Saint-Martin-de-Brômes, Valensole. |
|    |                            |                            | 160 149                          |                | 200                          | |

### Répartition par arrondissement
Contrairement à l'ancien découpage où chaque canton était inclus à l'intérieur d'un seul arrondissement, le nouveau découpage territorial s'affranchit des limites des arrondissements. Certains cantons peuvent être composés de communes appartenant à des arrondissements différents. Dans le département des Alpes-de-Haute-Provence, c'est le cas de deux cantons (Oraison, Seyne).
Le tableau suivant présente la répartition par arrondissement :
| N° | Canton                     | Barcelonnette | Castellane | Digne-les-Bains              | Forcalquier           | Total                        |
| -- | -------------------------- | ------------- | ---------- | ---------------------------- | --------------------- | ---------------------------- |
| 1  | Barcelonnette              | 16            |            |                              |                       | 16                           |
| 2  | Castellane                 |               | 32         |                              |                       | 32                           |
| 3  | Château-Arnoux-Saint-Auban |               |            |                              | 8                     | 8                            |
| 4  | Digne-les-Bains-1          |               |            | 6 + Fraction Digne-les-Bains |                       | 6 + Fraction Digne-les-Bains |
| 5  | Digne-les-Bains-2          |               |            | 6 + Fraction Digne-les-Bains |                       | 6 + Fraction Digne-les-Bains |
| 6  | Forcalquier                |               |            |                              | 15                    | 15                           |
| 7  | Manosque-1                 |               |            |                              | 2 + Fraction Manosque | 2 + Fraction Manosque        |
| 8  | Manosque-2                 |               |            |                              | 2 + Fraction Manosque | 2 + Fraction Manosque        |
| 9  | Manosque-3                 |               |            |                              | 2 + Fraction Manosque | 2 + Fraction Manosque        |
| 10 | Oraison                    |               |            | 2                            | 1                     | 3                            |
| 11 | Reillanne                  |               |            |                              | 21                    | 21                           |
| 12 | Riez                       |               |            | 26                           |                       | 26                           |
| 13 | Seyne                      |               |            | 14                           | 20                    | 34                           |
| 14 | Sisteron                   |               |            |                              | 15                    | 15                           |
| 15 | Valensole                  |               |            | 10                           |                       | 10                           |
|    |                            | 16            | 32         | 65                           | 87                    | 200                          |